# Ole Nafstad
Ole Sverre Nafstad (Bærum, 20 de febrero de 1946) es un deportista noruego que compitió en remo.
Participó en dos Juegos Olímpicos de Verano en los años 1972 y 1976, obteniendo una medalla de plata en Montreal 1976 en la prueba de cuatro sin timonel. Ganó dos medallas en el Campeonato Europeo de Remo, plata en 1971 y bronce en 1973.

## Palmarés internacional
| Juegos Olímpicos   | Juegos Olímpicos       | Juegos Olímpicos  | Juegos Olímpicos   |
| Año                | Lugar                  | Medalla           | Prueba             |
| ------------------ | ---------------------- | ----------------- | ------------------ |
| 1976               | Montreal (Canadá)      | Medalla de plata  | Cuatro sin timonel |
| Campeonato Europeo |                        |                   |                    |
| Año                | Lugar                  | Medalla           | Prueba             |
| 1971               | Copenhague (Dinamarca) | Medalla de plata  | Cuatro sin timonel |
| 1973               | Moscú (URSS)           | Medalla de bronce | Cuatro sin timonel |